# Jean-Jacques Pierre
Jean-Jacques Pierre, född 23 januari 1981 i Léogâne, är en fotbollsspelare från Haiti som sedan 2018 spelar i franska Maladrerie OS. Han har även representerat Haitis landslag men har valt att sluta sin landslagskarriär.

## Klubbkarriär
Innan han kom till Nantes i augusti 2005 spelade Pierre för Peñarol, ett lag från Montevideo i Uruguay. Han började dock sin karriär i AS Cavaly, ett lag i Haitis högsta division. Han har även spelat för två lag i Argentina av vilket det mest kända är Arsenal de Sarandí, ett lag i högsta ligan i Argentina i staden Avellaneda.

## Landslagskarriär
Pierre var lagkapteni Haitis U23-landslag och visade där att han var en spelare för seniorlandslaget. Han debuterade därför i landslaget i december 2001, i en vänskapsmatch mot El Salvador. Senare spelade han för landslaget i CONCACAF Gold Cup 2002 och 2007. 2004 deltog han även i två kvalmatcher till VM 2006 och 2008 spelade han 74 minuter i en kvalmatch mot Surinam. Enligt Haitisk press så offentliggjorde Pierre 25 mars 2009 att han skulle dra sig tillbaka från landslaget, på grund av falska anklagelser mot honom. Han förklarade även att inte kände sig lika värdefull i landslaget som i sitt klubblag Nantes.